# Richard Schlesinger (Tennisspieler)
Richard Emil „Bob“ Schlesinger (* 23. September 1900 in Melbourne; † unbekannt) war ein australischer Tennisspieler. Seine größten Erfolge waren die Finalteilnahmen 1924 und 1929 im Einzel sowie 1925 im Mixed bei dem heute als Australian Open bekannten Turnier.

## Karriere
Zwischen 1924 und 1933 nahm Schlesinger an den Australasian championships (bis 1926) respektive Australian championships (ab 1927) teil. Im Einzel erreichte er 1924 und 1929 das Finale und schied 1925, 1926 und 1928 im Halbfinale aus. Seine größten Erfolge im Doppel waren die Halbfinalteilnahmen 1926, 1927 und 1929; im Mixedwettbewerb zog er 1925 mit seiner Partnerin Sylvia Lance Harper ins Finale ein. Außerdem nahm Schlesinger 1923 und 1924 am Einzelwettbewerb der U.S. National Championships teil, wo er jeweils nicht über die Runde der letzten 64 hinauskam.
Im Juli 1923 bestritt Schlesinger ein Match für die Davis-Cup-Mannschaft Australiens, das er gegen den Hawaiianer William Eklund verlor.

## Abschneiden bei Grand-Slam-Turnieren
Angegeben ist jeweils die erreichte Runde.

### Einzel
| Turnier         | 1923 | 1924 | 1925 | 1926 | 1927 | 1928 | 1929 | 1930 | 1931 | 1932 | 1933 |
| --------------- | ---- | ---- | ---- | ---- | ---- | ---- | ---- | ---- | ---- | ---- | ---- |
| Australian Open | —    |      |      |      |      |      |      |      |      |      |      |
| VF              |      |      |      |      |      |      |      |      |      |      |      |
| VF              | —    | —    | —    |      |      |      |      |      |      |      |      |
| US Open         | 1    | 2    | —    | —    | —    | —    | —    | —    | —    | —    | —    |

### Doppel
| Australian Open | — | 1 | VF |
| 1               |   |   |    |
| VF              | — | — | VF |

Schlesingers Doppelpartner waren L. Rainey (1924), K. Poulton (1925), Rupert Wertheim (1926, 1928, 1929), der Franzose Léonce Aslangul (1927) und John Clemenger (1930, 1933).

### Mixed
| Australian Open | — | 1 |   |   |   |   |   |
| VF              | — | — | — | — | — | — | 2 |

Schlesingers Mixedpartnerinnen waren J. Hope (1924), Sylvia Lance Harper (1925), Katherine Le Mesurier (1926) und Meryl O’Hara Wood (1933).

## Erfolge

### Finalteilnahmen im Einzel
| Nr. | Jahr | Turnier         | Belag | Finalgegner    | Ergebnis                |
| --- | ---- | --------------- | ----- | -------------- | ----------------------- |
| 1.  | 1924 | Australian Open | Rasen | James Anderson | 3:6, 4:6, 6:3, 7:5, 3:6 |
| 2.  | 1929 | Australian Open | Rasen | Colin Gregory  | 2:6, 2:6, 7:5, 5:7      |

### Finalteilnahmen im Mixed
| Nr. | Jahr | Turnier         | Belag | Partnerin           | Finalgegner                  | Ergebnis |
| --- | ---- | --------------- | ----- | ------------------- | ---------------------------- | -------- |
| 1.  | 1925 | Australian Open | Rasen | Sylvia Lance Harper | Daphne Akhurst James Willard | 4:6, 4:6 |